# Georges Regnard Duplessis
Pour les articles homonymes, voir Regnard (homonymie) et Duplessis.
Georges Regnard Duplessis, né vers 1659 en France, en Champagne, et mort le 30 août 1714, est un receveur de l’Amiral de France, trésorier de la marine, agent général et particulier de la Ferme d'Occident et seigneur de Lauzon. Il est aussi connu sous le nom de Georges Regnard du Plessis de Morampont, George Regnard-Duplessis, seigneur de Morampont et de Lauzon et George-Regnard Duplessis.

## Biographie
Georges Regnard Duplessis épouse Marie Le Roy vers 1686 à Chevreuse près de Paris. Il émigre en 1689 à Québec, au Canada, pour occuper un emploi dans la trésorerie coloniale.
Le couple a huit enfants, dont quatre sont décédés au berceau. L’ainée est Marie-Andrée, née à Paris le 28 mars 1687, qui devient mère de Sainte-Hélène au monastère de l’Hôtel-Dieu de Québec en 1709 ; le deuxième enfant est Geneviève, née à Québec le 7 février 1692, qui entre également au même monastère en 1713 ; le troisième, François-Xavier, né le 13 janvier 1694 à Québec, devient un illustre prédicateur jésuite de la France au XVIIIe siècle, ; le cadet, Charles-Denis, né le 22 juin 1704 à Québec, fait carrière dans les armes.
Dans le but d’établir sa famille, Georges Regnard Duplessis acquiert, le 15 octobre 1696, « une terre considérable en Acadie sur les bords de la baie et de la rivière Cocagne. Ce domaine seigneurial de deux lieues de front sur six lieues de profondeur reçut le nom de Duplessis, et ce fut le gouverneur de Frontenac qui le lui donna dans le titre de concession. (…) Le 14 octobre 1699, …il achetait de Thomas Bertrand, officier de marine, domicilié à Paris, la seigneurie de Lauzon.
Il fut inhumé à Québec le 31 octobre 1714